# Кашина Трекамини (Бреша)
Кашина Трекамини је насеље у Италији у округу Бреша, региону Ломбардија.
Према процени из 2011. у насељу је живело 14 становника. Насеље се налази на надморској висини од 85 м.